# Entropie

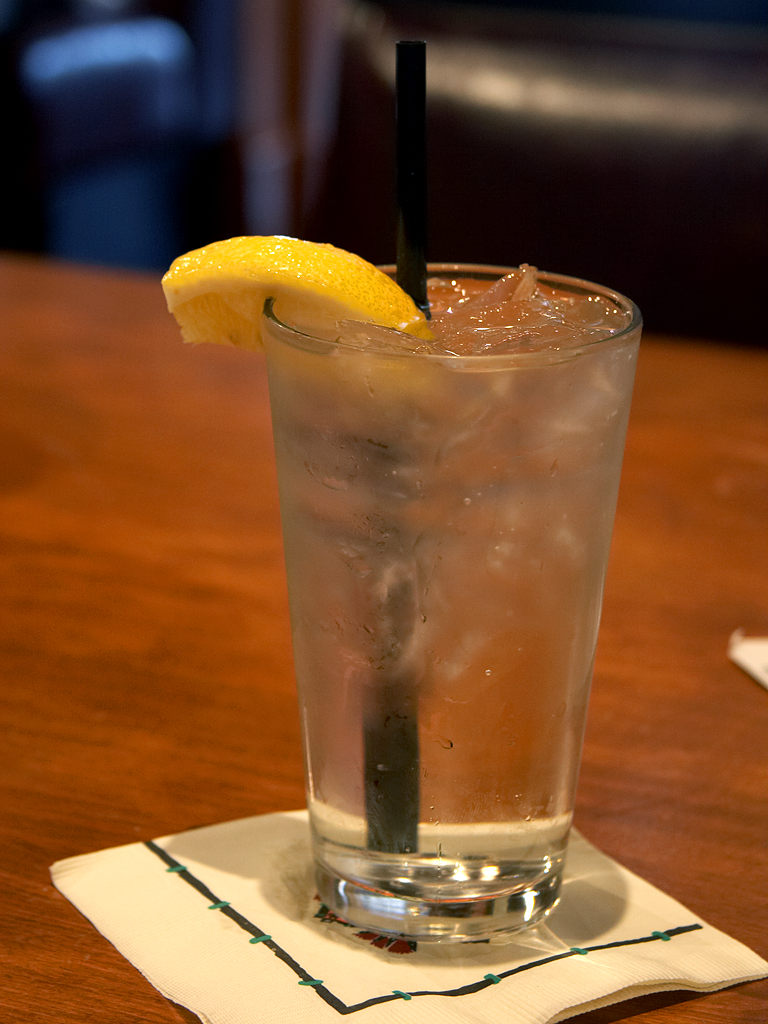
Smeltende ijsblokjes: een klassiek voorbeeld van toenemende entropie.

Entropie (S) is een basisbegrip in de thermodynamica. Het is, op het meest fundamentele niveau, een maat voor de waarschijnlijkheid van een bepaalde verdeling van microtoestanden (bewegingstoestanden van elementaire bouwstenen als atomen en moleculen), binnen een geïsoleerd fysisch systeem. Naarmate er minder bouwstenen en/of minder vrijheidsgraden zijn voor die microtoestanden wordt de entropie kleiner, en nadert uiteindelijk tot "0" (het absolute nulpunt), als alle bouwstenen absoluut stilstaan en er ook verder geen inwendige energie meer over is. De entropie wordt daarentegen maximaal, als alle microtoestanden binnen gegeven vrijheidsgraden (bijvoorbeeld een bepaald volume) maximaal benut kunnen worden. Dat leidt bij een zekere temperatuur en druk tot een evenwichtstoestand. Een toestand waarin macroscopische grootheden als druk en temperatuur ongelijk verdeeld zijn over een volume, heeft meestal veel minder realisatiemogelijkheden van microtoestanden dan één met een gelijkmatige verdeling. De ongelijke verdeling van macroscopische grootheden in een geïsoleerd systeem (dat wil zeggen met een vast volume, en zonder dat er energie in of uit kan) neigt dus op statistische gronden tot afvlakken van die ongelijkmatigheden. Een formele manier om dit uit te drukken is de tweede wet van de thermodynamica.
De SI-eenheid van entropie is de joule per kelvin (J/K).
Een toegankelijke verhandeling over het ontstaan en de betekenis van het begrip entropie is te vinden op de website van Quantumuniverse.

## Etymologie
In 1865 introduceerde Rudolf Clausius het begrip entropie, "het differentiaal van een grootheid die afhangt van de configuratie van het systeem", entropie naar het Griekse woord voor 'transformatie'. Hij geeft "transformationele inhoud" (Verwandlungsinhalt) als synoniem, parallel aan zijn "thermische en ergonale inhoud" (Wärme- und Werkinhalt) als de naam van de inwendige energie, maar geeft de voorkeur aan de term entropie als een nauwe parallel met het woord energie, omdat hij de begrippen bijna 'analoog in hun fysieke betekenis' vond. Deze term werd gevormd door de wortel van ἔργον ('werk') te vervangen door die van τροπή ('transformatie').

## Klassieke definitie
Het begrip entropieverandering is oorspronkelijk (in het begin van de 19e eeuw) niet op moleculair-statistische, maar op macroscopische schaal gedefinieerd, namelijk als de hoeveelheid energie die wordt uitgewisseld bij een omkeerbaar proces, gedeeld door de absolute temperatuur waarbij dat proces plaatsvindt:
{\displaystyle dS={\frac {dQ_{rev}}{T}}} (i)
Het bijzondere aan de entropie S is dat deze, in tegenstelling tot Qrev, wel een toestandsfunctie is. De integraal van dS hangt dus alleen van de begin- en eindtoestand af, en de integraal van een kringproces is dus altijd gelijk aan nul:
{\displaystyle \oint {\frac {\delta Q_{\text{rev}}}{T}}=0.}
Dat betekent dat de lijnintegraal langs een pad L tussen twee punten in de faseruimte:
{\displaystyle \int _{L}{\frac {\delta Q_{\text{rev}}}{T}}}
voor elk pad hetzelfde is.
De toestandsfunctie S is door de integraal op een constante na bepaald. Door de waarde van de entropie bij T = 0 kelvin op nul te stellen zou eventueel ook een absolute entropie kunnen worden gedefinieerd, zie onder.
Als {\displaystyle dq=cdT}, waarbij c de warmtecapaciteit is, dan volgt:
{\displaystyle \Delta S=c\Delta \ln T}.
Bij een isentropisch proces is de entropie constant. Zo'n proces moet dus niet alleen verlopen zonder dat er warmte-energie in of uit kan, maar het moet ook omkeerbaar kunnen verlopen.
Op microscopische schaal (i.e. de schaal van elementaire deeltjes) zijn alle wisselwerkingen in de tijd omkeerbaar en blijft de entropie dus constant.
Op macroscopische schaal zijn echter alle processen waarbij energie wordt uitgewisseld irreversibel. In dat geval is de kringintegraal ongelijk aan 0 en is de lijnintegraal 'padafhankelijk'. Ook dan blijft de definitie van S hetzelfde, maar zelfs als er langs bepaalde lijnen in de faseruimte sprake is van entropieverlaging (bv. een koelkast binnen een geïsoleerde ruimte) dan neemt de entropie van het gehele (gesloten) systeem toch toe, zoals in de tweede hoofdwet van de thermodynamica tot uiting komt. 
Als warme en koude materie met elkaar in contact gebracht worden binnen een geïsoleerd systeem, stroomt warmte spontaan van de warme naar de koude materie (dit is een voorbeeld van een irreversibel proces) en de entropie van de warme materie neemt minder af dan die van de koude materie toeneemt, zodat de totale entropie van het geïsoleerde systeem toeneemt, net zo lang tot de temperatuur overal in het systeem hetzelfde is; het geïsoleerde systeem is dan in evenwicht, en de entropie heeft het bijbehorende maximum voor dat geïsoleerde systeem bereikt.

## Toepassing op een ideaal gas
Uit de eerste hoofdwet van de thermodynamica, definitie (i) en de toestandsvergelijking voor een ideaal gas kan voor een reversibel proces afgeleid worden dat:
{\displaystyle \Delta S=\Delta (c_{V}\ln p+c_{p}\ln V)} (ii)
waarin {\displaystyle c_{p}} de warmtecapaciteit bij constante druk is en {\displaystyle c_{V}} de warmtecapaciteit bij constant volume, en
{\displaystyle \Delta S={\frac {nR}{\gamma -1}}\Delta (\ln p+\gamma \ln V)} (iii)
waarin {\displaystyle \gamma ={\frac {c_{p}}{c_{V}}}} (5/3 voor een eenatomig gas en 7/5 voor een twee-atomig gas), n het aantal mol en R de gasconstante.
Voor een isentropisch proces is uit (ii) dan af te leiden dat
{\displaystyle pV^{\gamma }=constant}

## Geschiedenis
Hoewel aanvankelijk allerminst duidelijk was wat de nieuw geformuleerde functie precies voorstelde, bleek het wel mogelijk een tweetal fenomenen ermee te verklaren die tot dan moeilijk te begrijpen waren.
1. In een geïsoleerd systeem neemt S toe tot een maximum bereikt is. Dit gaf voor het eerst een criterium voor wanneer veranderingen spontaan zijn (zij het alleen nog in isolatie). Later werd dit uitgebouwd tot een algemeen criterium door middel van de vrije energie.
2. Het is betrekkelijk eenvoudig om arbeid in warmte om te zetten, maar het omgekeerde bleek - bijvoorbeeld in een stoommachine - altijd maar gedeeltelijk mogelijk, omdat in praktische toepassingen processen altijd irreversibel zijn. Blijkbaar is

{\displaystyle dS\geq {\frac {dq_{irr}}{T}}}. (iv)
Pas met de komst van de atoomtheorie en de statistische mechanica, rond 1900, werd het mogelijk het begrip entropie een statistische onderbouwing te geven, waarbij Maxwell, Gibbs en Boltzmann de hoofdrol speelden.

## Statistische interpretatie
Om het statistische begrip aanschouwelijk te maken kan men zich een doos met een scheidingsvlak voorstellen. In de linkerhelft liggen alleen rode knikkers en in de rechterhelft witte. Wanneer je de doos schudt bewegen de knikkers, maar de rode mengen niet met de witte. Er is maar één toestand of realisatie W. De entropie is dan volgens Max Planck, waarbij kB de Boltzmannconstante is:
{\displaystyle S=k_{B}\ln {W}} (v)
gelijk aan 0 omdat W=1. Oftewel deze toestand heeft de laagste entropie nl. 0. Hierbij moet men wel bedenken dat de interne toestand van de knikkers (bv. beweging van moleculen) is veronachtzaamd: feitelijk is de entropie pas 0 als alle moleculen en atomen stilstaan en dat is bij het absolute nulpunt T=0 (zie de derde wet van de thermodynamica). 
Wanneer er geen scheidingsplaat aanwezig is, dan zullen bij het schudden van de doos de knikkers telkens weer een andere rangschikking maken. Het schudden in dit voorbeeld is een metafoor voor de toevoer van warmte. Van belang is dat door het schudden en het weghalen van het scheidingsvlak de rode (en ook de witte) meer ruimte hebben gekregen. Daardoor zijn er meer verschillende ordeningen van de witte en rode ballen in de doos mogelijk.
Iedere knikker heeft nu twee realisaties: hij kan in de linker- of in de rechterhelft zitten. Als er evenveel witte als rode initieel in de doos waren, zeg N in totaal, dan zijn er in totaal W=2N realisaties. De entropie na het schudden is dan
{\displaystyle S=Nk_{B}\ln {2}} (vi)
Deze waarde is groter dan de beginsituatie en dus zal het systeem van knikkers spontaan evolueren naar een toestand van gelijkmatige menging. Dit komt overeen met de klassieke waarneming dat in een geïsoleerd systeem de entropie de spontane neiging heeft zo groot mogelijk te worden. Herhaald schudden leidt niet tot een hogere entropie: die was immers al maximaal. Hooguit levert dit schudden een hogere temperatuur op, maar in dit voorbeeld speelt de temperatuur geen rol.
Het model van knikkers in een doos is van een eenvoudig soort. Knikkers trekken elkaar niet (meetbaar) aan, alle ordeningen hebben een gelijke energie, en dus heeft een bepaalde ordening van rood en wit een gelijke kans om voor te komen. De weegfactor van alle realisaties is dan gelijk aan 1. 
Het label 'wanorde' kan ons een idee geven van wat we ons bij entropie moeten voorstellen en het voorbeeld met de knikkers kan een nuttig hulpmiddel zijn om een en ander aanschouwelijk te maken. Het label 'wanorde' is echter misleidend omdat er in de natuur allerlei spontane processen voorkomen onder invloed van exogene krachten (zoals bv. zwaartekracht) die lokaal leiden tot een zekere mate van ordening (en dus lagere entropie). Bijvoorbeeld de gelaagde ordening van sedimenten, waarbij de zwaarste deeltjes als eerste bezinken en vervolgens de lichtere deeltjes, of bv. de stolling/kristallisatie van vloeistoffen bij temperatuurverlaging. In al deze gevallen verdwijnt er warmte (zie dissipatie) naar buiten het beschouwde systeem, waarbij de entropie van het grotere geheel, waar het systeem deel van uitmaakt, toch toeneemt, in overeenstemming met de tweede wet van de thermodynamica.
In werkelijkheid is entropie niet hetzelfde als wanorde omdat het aantal realisaties W ook in sterke mate afhangt van welke energietoestanden ieder molecuul heeft en niet alleen van de plaats waar het zich bevindt. Het collectief van energietoestanden op deze schaal noemen we microtoestanden. Op basis van deze statistische interpretatie kunnen we nu het begrip entropie als volgt definiëren:
De entropie van een macroscopische toestand is de logaritme van het aantal microscopische toestanden dat die macroscopische toestand beschrijft, gedeeld door het aantal microscopische toestanden bij het absolute nulpunt van temperatuur.
Gemakshalve zet men meestal het aantal microtoestanden bij het absolute nulpunt op 1, d.w.z. men veronachtzaamt daarmee dat een microtoestand uit mogelijk nog kleinere sub-microtoestanden bestaat. Het vaststellen van de "absolute entropie" (zie hierna) blijft dus een willekeurige zaak.

## Absolute entropie, zwarte gaten en het holografisch principe
Evenals dat bij het begrip potentiële energie het geval is, is het bij entropie lastig om de "absolute entropie" te bepalen. Veel hangt immers af van het gekozen nulpunt van de entropie. Gelukkig is het voor de praktische toepassing van de entropie meestal voldoende om met entropie-verschillen te rekenen. En dat is experimenteel vrij goed mogelijk. Entropieveranderingen als gevolg van omkeerbare temperatuurverandering berekent men met behulp van de warmtecapaciteit: de integraal van het quotiënt van warmtecapaciteit en temperatuur over het temperatuurveranderingsgebied.
In de thermodynamica ligt het voor de hand om als uitgangspunt het absolute nulpunt te kiezen, waar elke temperatuurbeweging tot nul is gereduceerd. In dat specifieke geval is de absolute entropie gelijk aan nul (derde wet van de thermodynamica). De verandering van deze stabiele toestand bij 0 K naar het gekozen uitgangspunt geeft dan de absolute entropie.
In de statistische interpretatie van entropie is het bepalen van het nulpunt minder vanzelfsprekend: het tellen van "microtoestanden" roept de vraag op van wat bedoeld wordt met "microtoestand". Boltzmann beschouwde als microtoestand de plaats en de snelheid van elk molecuul in een gas afzonderlijk (dat zijn dus 3 + 3 vrijheidsgraden per molecuul) om zodoende de entropie te berekenen als {\displaystyle S=k_{B}\ln {W}}, waarin {\displaystyle W} het totale aantal mogelijke microtoestanden is. Hij veronachtzaamt daarbij echter de mogelijke vrijheidsgraden binnen het molecuul zelf (trillingen, draaiingen, etc.), die op zich geen effect hebben op begrippen als temperatuur en druk, maar die wel tot méér mogelijke microtoestanden leiden en dus een hogere absolute entropie. Naarmate het onderzoek naar de bouwstenen van de materie vorderde stuitte men op steeds meer mogelijke vrijheidsgraden (meestal kwantumgetallen) en dus steeds meer microtoestanden. De vraag is nu of daar een eind aan is? Uit kwantummechanische overwegingen neemt men aan dat er op het niveau van de Planckschaal ({\displaystyle \ell _{P}=\approx 1,616199\cdot 10^{-35}{\text{ m}}}) elke betekenis van de begrippen "lengte" en "tijdsduur" verdwijnt. Bekenstein berekende op basis hiervan dat er binnen een bol met straal {\displaystyle R} en energieinhoud {\displaystyle E} een grens kan worden gesteld aan de maximale entropie via de zogenaamde "Bekensteinbegrenzing":
{\displaystyle S\leq {\frac {2\pi kRE}{\hbar c}}} (1)
Hierin is k de constante van Boltzmann, {\displaystyle \hbar } de gereduceerde constante van Planck en c de lichtsnelheid. 
In termen van de informatietheorie (die hier relevant is omdat "informatie" hier gelijk is aan het aantal mogelijke microtoestanden) is de relatie tussen de entropie S en de hoeveelheid informatie {\displaystyle I}
{\displaystyle S=kI\ln 2}
(De factor {\displaystyle \ln 2} komt vanwege het feit dat informatie wordt uitgedrukt in bits), zodat de maximaal te verkrijgen informatie gelimiteerd wordt door:
{\displaystyle I\leq {\frac {2\pi RE}{\hbar c\ln 2}}} (2)
Gebruikmakend van de massa-energierelatie: E= mc2 laat deze relatie zich ook lezen als:
{\displaystyle I\leq {\frac {2\pi cRM}{\hbar \ln 2}}\approx 2.5769082\times 10^{43}\ {\frac {\text{bit}}{{\text{kg}}\cdot {\text{m}}}}\cdot M\cdot R} (3)

##### Zwarte gaten

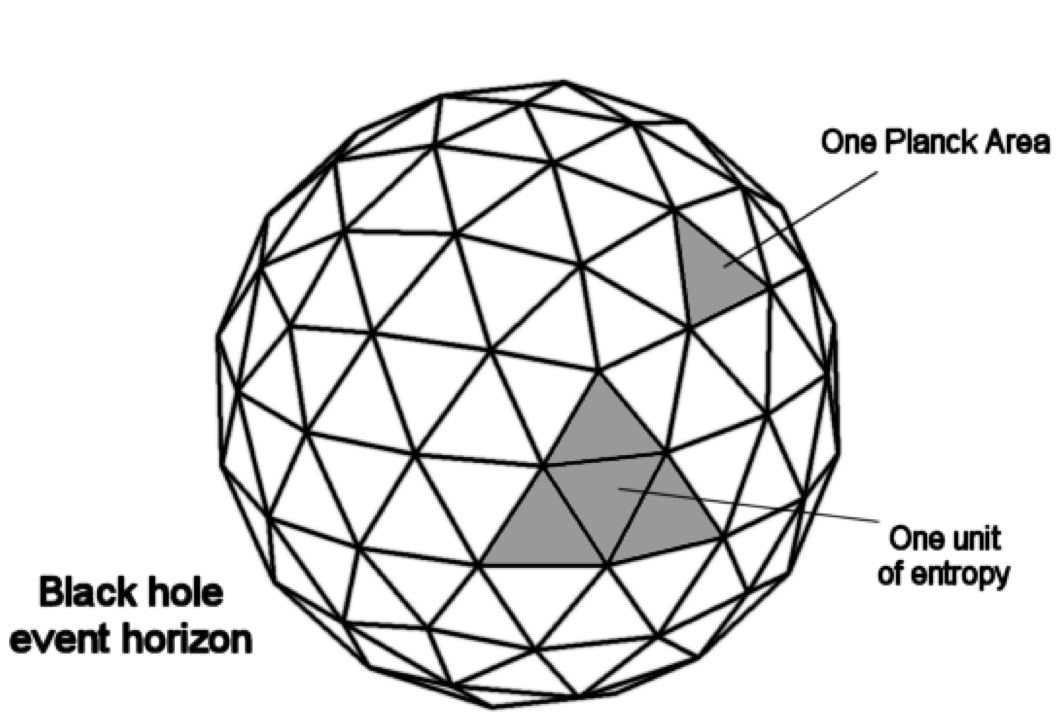
Overeenkomstig de Bekensteinbegrenzing is de entropie van een zwart gat evenredig met de oppervlakte van de waarnemingshorizon van het zwarte gat, gemeten in Planck-eenheden.

Lange tijd vroeg men zich af of zwarte gaten überhaupt wel entropie bezaten: je kunt immers niet zien welke (micro)toestanden zich in het inwendige bevinden. Bovendien zou de tweede wet van de thermodynamica geschonden worden als een object, met medeneming van zijn entropie, zou "verdwijnen" in het zwarte gat. Anderzijds geeft de bovengenoemde Bekenstein bound juist aan dat, toegepast op een zwart gat er juist wel een bovenlimiet is aan de entropie van een zwart gat. 
De oplossing kwam vanuit de overweging dat de grootte van een zwart gat wordt bepaald door de waarnemingshorizon waarbinnen alles, zelfs het licht, in het zwarte gat verdwijnt. Uitgaande van de ontsnappingssnelheid van licht: c kan men berekenen dat de straal van die waarnemingshorizon (de zgn. schwarzschildstraal ) van een zwart gat voldoet aan:
{\displaystyle R_{s}={\frac {2GM}{c^{2}}}} (4)
Ingevuld in (1) t/m (3) levert dat op:
{\displaystyle S={\frac {kA}{4l_{P}^{2}}}={\frac {4\pi kGM^{2}}{\hbar c}}}
Hierin is {\displaystyle k} weer de Boltzmann constante, A is het 2-dimensionale oppervlak van de waarnemingshorizon in eenheden van Planck-oppervlakte: {\displaystyle l_{P}^{2}=\hbar G/c^{3}}.
Een zwart gat heeft dus wel degelijk een entropie, die afhankelijk is van zijn massa, maar anderzijds ook van het oppervlak van de waarnemingshorizon. De informatie over de inwendige toestand van het zwarte gat (i.e. het aantal microtoestanden) zit dus "opgeborgen" in het oppervlak van de waarnemingshorizon, volgens:
{\displaystyle I={\frac {A}{4l_{P}^{2}\ln 2}}}
Dit is ook aannemelijk vanuit de relativiteitstheorie, die immers voorspelt dat een object dat die waarnemingshorizon nadert door tijddilatatie steeds langzamer schijnt te bewegen, om ten slotte te "stranden" in de waarnemingshorizon, terwijl het object zelf "ongemerkt" de waarnemingshorizon passeert, om nooit weer terug te keren. Buiten het zwarte gat lijkt dus of alle informatie over het inwendige van het zwarte gat opgeborgen zit in het oppervlak van de waarnemingshorizon. Deze eigenschap, dat informatie over het inwendige van een deel van de ruimte (waarin bv. een object aanwezig is), waarneembaar is als informatie in het oppervlak (dus een dimensie lager) van dat deel van de ruimte, heeft als holografisch principe vanuit de Snaartheorie een nog veel bredere toepassing gevonden. De informatie (uitgedrukt in bits) van zo'n Planck-eenheid is kwantummechanisch verstrengeld met omringende Planck-eenheden. Op grotere schaal komen ruimte en tijd als emergent verschijnsel tevoorschijn en doen zich dan als een continuüm voor.

## Entropie en tijdrichting
Een van de grote raadsels in de natuur is het probleem van de tijdrichting. Op macroscopische schaal verlopen gebeurtenissen voortdurend in één tijdrichting. De daarmee gepaard gaande toename van entropie verloopt ook in één tijdrichting. Dit wordt tot uitdrukking gebracht door de Tweede wet van de thermodynamica. Op (sub)atomair c.q. kwantummechanisch niveau zijn echter alle dynamische processen in de tijd omkeerbaar, en dat gebeurt dan ook voortdurend. Heden, verleden en toekomst op die schaal zien er grosso modo hetzelfde uit en er is geen sprake van een collectieve tijdrichting. Bij een meting op deze schaal pik je a.h.w. één mogelijkheid voor de tijdrichting er uit.
Dat verandert echter als je op wat grotere schaal gaat kijken: je ontdekt dan structuren, zoals moleculen, die ontstaan zijn uit onderlinge wisselwerking van atomen (door chemische binding), die een zekere bestendigheid hebben en daarmee een kleinere entropie hebben dan de toestand waar ze uit voortgekomen zijn, ondanks het feit dat de entropie van het gehele systeem juist toegenomen is. Heden, verleden en toekomst zijn nu wel te onderscheiden: de ontstane structuur heeft immers een ontstaansgeschiedenis en die wordt naarmate de structuur omvangrijker wordt steeds ingewikkelder. Er is nu wel sprake van een tijdrichting, die wordt bepaald door de causale relatie tussen de verschillende fasen in de moleculaire evolutie. Die bestendige structuren vormen eigenlijk de "stepping stones" in de moleculaire evolutie. Voorwaarde is wel dat er voldoende vrije energie beschikbaar is om deze structuren te kunnen realiseren. Deze "stepping stones" vormen tevens ook de ankerpunten voor een te kiezen coarsegraining ("grofmazigheid") waarmee je een fysisch systeem beschouwt. Naarmate je grover naar een systeem kijkt (dus door de onderliggende microstructuur te veronachtzamen) wordt de entropie kleiner en ontdek je steeds meer macrostructuren. De (subjectieve) keuze die je maakt door observabelen te kiezen die je wilt gebruiken om een fysische toestand te beschrijven bepaalt dus in hoge mate de grofmazigheid en dus ook de entropie van het te beschouwen systeem. Carlo Rovelli maakte aannemelijk dat ons emergente begrip van tijdrichting wordt bepaald door het perspectief waarmee wij deze macrostructuren waarnemen.
Ook Seth Lloyd betoogde dat "the arrow of time is an arrow of increasing correlations."

## Entropische kracht
De tweede wet van de Thermodynamica geeft aanleiding om het begrip "entropische kracht" te formuleren om de natuurlijke neiging weer te geven waarbij een onevenwichtige (i.e. lagere entropie) toestand evolueert in een meer waarschijnlijke evenwichtige (i.e. hoge entropie) toestand. Dit is geen nieuwe, fundamentele kracht (zoals zwaartekracht, elektromagnetische kracht, sterke en zwakke kernkracht) maar een emergent verschijnsel, dat pas op macroscopische schaal tot uiting komt. Voorbeelden zijn: de druk van een gas, hittedispersie door een materiaal, elasticiteit van rubber (en andere polymeren), Brownse beweging, oppervlaktespanning.
In thermodynamische zin kan de entropische kracht als volgt geformuleerd worden:
{\displaystyle \mathbf {F} (\mathbf {X_{0}} )=T\nabla _{\mathbf {X} }S(\mathbf {X} )|_{\mathbf {X} _{0}}}
waar {\displaystyle T} de temperatuur is, {\displaystyle S(\mathbf {X} )} de entropie die verbonden is met de macrotoestandsfunctie {\displaystyle \mathbf {X} } en {\displaystyle \mathbf {X_{0}} } de actuele macrotoestand.
Erik Verlinde maakte aannemelijk dat zwaartekracht feitelijk ook te beschouwen is als een entropische kracht, die op microscopische (Planck)schaal afwezig is, maar op wat grotere schaal tot uiting komt als de informatie over de fysische toestand van een systeem meer ordening (en dus minder entropie) vertoont.

## Standaardentropie
In thermodynamische tabellen wordt vaak de standaardentropie van een stof of een proces weergegeven. Deze waarde wordt weergegeven met een plimsoll superscript o en geldt voor het proces onder standaardomstandigheden

## Relatie met de informatietheorie
Entropie in de thermodynamica is equivalent met de entropie zoals die in de informatietheorie wordt gebruikt, de zogenaamde Shannon entropie, wanneer je voor de kansen {\displaystyle p_{i}} de kansverdeling over alle mogelijke microtoestanden van het systeem neemt. Deze equivalentie is algemeen geldig en kan zelfs worden gebruikt voor systemen die niet in thermodynamisch evenwicht zijn. Wanneer de entropie wordt uitgedrukt in bits, dan komt dit overeen met de hoeveelheid informatie die nodig is om de precieze microtoestand van het systeem te specificeren.